# Zeinisjoch
De Zeinisjoch is een 1842 meter hoge bergpas op de grens tussen de Oostenrijkse deelstaten Tirol en Vorarlberg en vormt een verbinding tussen Montafon en het Paznauntal. De bergpas vormt tevens de verbinding tussen de Silvretta ten zuiden van de pas en de Verwallgroep ten noorden van de pas.
De Zeinisjoch is ook gelegen op de waterscheiding tussen de Trisanna en de Inn (rivier) (beide uitmondend in de Donau) enerzijds en de Ill en de Rijn anderzijds. Vlak onder de pashoogte is de Zeinissee gelegen. De pashoogte is met de auto enkel vanuit het oosten, vanuit Galtür, bereikbaar over een asfaltweg. Aan de Vorarlbergse zijde is de weg belegd met steenslag, enkel toegankelijk voor fietsers en voetgangers. De westflank is met een gemiddeld stijgingspercentage van 10,8% ook een stuk steiler dan de oostelijke zijde (6%).
Arlberg · Bielerhöhe · Brenner · Fern · Flexen · Gerlos · Großglockner · Hahntennjoch · Katschberg · Kühtai · Pfitscherjoch · Plöcken · Radstädter Tauern · Reschen · Seefeld · Sölk · Staller Sattel · Timmelsjoch · Triebener Tauern · Turracherhöhe · Zeinis